# Natalie Coughlin
Natalie Anne Coughlin (Vallejo, California, 23 de agosto de 1982) es una Nadadora estadounidense ganadora de cinco medallas, dos de ellas de oro, en los Juegos Olímpicos de Atenas 2004.Fue la plusmarquista mundial de los 100 metros espalda con 59,58.
Siendo una estudiante y nadadora en la Universidad de Berkeley, en California, fue elegida en tres ocasiones como la mejor nadadora universitaria del año a nivel nacional (2001, 2002 y 2003), y solo fue derrotada en una ocasión (en 2004 por Kirsty Coventry) en competiciones universitarias, si exceptuamos el primer año. En 2005 obtuvo su licenciatura en psicología.
El 13 de agosto de 2002 en Fort Lauderdale, Florida, se convirtió en la primera mujer en la historia en bajar del minuto en los 100 metros espalda. El nuevo récord mundial quedó establecido en 59,58. Ese año fue elegida por la Federación Internacional como mejor nadadora mundial del año.
Sin embargo fracasó en los Campeonatos del Mundo de Barcelona 2003, donde aquejada por fiebre no logró clasificarse para las semifinales de su gran prueba, los 100 m espalda, y tuvo que conformarse con dos medallas en pruebas de relevos.
La competición más destacada de su carrera deportiva fueron los Juegos Olímpicos de Atenas 2004, donde ganó un total de cinco medallas: dos de oro (100 m espalda y 4x200 m libres), dos de plata (4 x 100 m libres y 4 x 100 m estilos) y una de bronce (100 m libres).
Era la tercera nadadora en la historia de su país en ganar cinco medallas en unos Juegos tras Shirley Babashoff y Dara Torres. Además, en la prueba de relevos 4x200 metros las estadounidenses establecieron un nuevo récord mundial con 7:53,42. El cuarteto lo formaban por este orden Natalie Coughlin, Carly Piper, Dana Vollmer y Kaitlin Sandeno. Se dio la circunstancia de que el tiempo de Coughlin en esta prueba (1:57,74) fue mejor que el de la ganadora de la prueba individual de 200 m libres, la rumana Camelia Potec.
Coughlin es una de las mejores nadadoras del mundo en los últimos años, y destaca además por su gran versatilidad, ya que ha logrado triunfos importantes en tres de los cuatro estilos que componen la natación (libre, espalda y mariposa)

## Resultados
| Año  | Competición             | Lugar     | Puesto | Marca                                         |
| ---- | ----------------------- | --------- | --- | --------------------------------------------- |
| 2001 | Campeonato del Mundo    | Fukuoka   | 3.ª en 50 m espalda 1.ª en 100 m espalda 2.ª en 4 x 100 m estilos                                                                     | 28,54 1:00,37 4:01,81                         |
| 2002 | Campeonato Pan Pacífico | Yokohama  | 1.ª en 100 m libres 1.ª en 100 m espalda 1.ª en 100 m mariposa 2.ª en 4 x 100 m libres 1.ª en 4x200 m libres 2.ª en 4 x 100 m estilos | 53,99 59,72 57,88 3:40,23 7:56,96 4:01,15     |
| 2003 | Campeonato del Mundo    | Barcelona | 1.ª en 4 x 100 m libres 2.ª en 4 x 100 m estilos                                                                                      | 3:38,09 4:00,83                               |
| 2004 | Juegos Olímpicos        | Atenas    | 1.ª en 100 m espalda 3.ª en 100 m libres 2.ª en 4 x 100 m libres 1.ª en 4x200 m libres 2.ª en 4 x 100 m estilos                       | 1:00,37 54,40 3:36,39 7:53,42 (RM) 3:59,12    |
| 2005 | Campeonato del Mundo    | Montreal  | 3.ª en 100 m espalda 2.ª en 100 m libres 3.ª en 4 x 100 m libres 1.ª en 4x200 m libres 2.ª en 4 x 100 m estilos                       | 1:00,88 54,74 3:38,31 7:53,70 3:59,92         |
| 2006 | Campeonato Pan Pacífico | Victoria  | 2.ª en 50 m libres 1.ª en 100 m libres 2.ª en 100 m espalda 1.ª en 4 x 100 m libres 1.ª en 4x200 m libres 1.ª en 4 x 100 m estilos    | 25,32 53,87 1:00,66 3:35,80 7:54,62 3:58,38   |
| 2007 | Campeonato del Mundo    | Melbourne | 1.ª en 100 m espalda 3.ª en 100 m mariposa 2.ª en 4 x 100 m libres 1.ª en 4x200 m libres 2.ª en 4 x 100 m estilos                     | 59,44 (RM) 57,34 3:35,68 7:50,09 (RM) 3:58,31 |
| 2008 | Juegos Olímpicos        | Pekín     | 1.ª en 100 m espalda 3.ª en 100 m libres 3.ª en 200 m estilos 2.ª en 4 x 100 m libres 3.ª en 4x200 m libres 2.ª en 4 x 100 m estilos  | 58,96 53,39 2:10,34 3:34,33 7:46,33 3:53,30   |